# Американський хвіст
«Американський хвіст» (англ. An American Tail), інші назви — «Дорога в Америку», «Американська історія», «Американська казка» — другий повнометражний мультфільм режисера Дона Блута, створений компанією Стівена Спілберга Amblin Entertainment, і перший повнометражний мультфільм, випущений Universal Pictures. В основу мультфільму лягла біографія американського композитора Ірвінга Берліна.
Прем'єра мультфільму відбулася 21 листопада 1986 року.
В оригінальній назві мультфільму закладена гра слів: слова «хвіст» (англ. tail) і «казка» (англ. tale) англійською вимовляються однаково.

## Сюжет
Дія фільму починається зі святкування Хануки 1885 а в містечку Шостка Глухівського повіту Чернігівської губернії. Нам показана історія життя сім'ї єврейських мишей, які емігрують після того, як їх село була зруйнована антисемітськими погромами царя Олександра III. В іншому місці, у Сицилії, миші піддавалися терор у смугастого кота-мафіозо на ім'я Дон Табільоні. Повіривши в американську мрію, миші відправляються в Нью-Йорк, тому що (згідно пісні, яка звучить у картині) нібито: «в Америці зовсім немає кішок і вулиці викладені сиром». Прибувши до Америки миші виявляють, що кішки в Америці насправді є, але діватися нікуди — і миші починають жити в типовій манері іммігранта кінця XIX століття: робота на підприємстві з потогінною системою, проживання в жахливих умовах і плата котам грошей для захисту, щоб не бути з'їденими ними.
Фільм оповідає про пригоди мишеняти Файвел Мишкевіча, який завдяки випадку був розлучений зі своєю сім'єю поблизу берегів Америки, впавши за борт пароплава «Austria», що слідував із гамбургського порту. Файвел заліз у пляшку і доплив на ній до «Острова Свободи». Там він зустрівся з голубом по імені Анрі, який був членом «французької делегації», яка була присутня при будівництві Статуї Свободи. Спочатку Файвел дуже сумнівався, що він зможе знайти свою сім'ю в Америці, але Анрі переконує його не опускати лапи і докласти зусиль до пошуку. Файвел відправляється в Нью-Йорк, сподіваючись дізнатися про свою сім'ю в службі імміграції, але на заваді йому попався Воррен T. Рет — щур-аферист, який наймає робітників для свого підприємства з потогінною системою. Рятуючись, Файвел надає підтримку італійському мишеняти на ім'я Антоніо Топоні (який дав йому прізвисько «Філлі»). Тоні і Бріджет — молода ірландська мишка, в яку закохався Тоні, починають пошук його батьків, які вважають, що Файвел потонув у морі.
У цей час миші Нью-Йорка вирішують, що вони «ситі по горло» безперервними нападами кішок (і оплатою Воррену за марну «захист від кішок»), і намагаються знайти спосіб перемогти їх. Багата світська миша на ім'я Гюсс Маушхаймер проводить мишаче віче, щоб вирішити як їм позбутися від кішок. Однак, ніхто з мишей не може точно сказати, що треба зробити, щоб прогнати котів. Тут на передній план виходить Файвел, який пропонує для позбавлення від кішок побудувати гігантську «Миша з Мінська» (нібито засновану на російському фольклорі).
Вночі миші пробираються до закинутого будинку уздовж Пірса Челсі. Всередині будівлі вони починають працювати, створюючи «гігантську мишу». Файвел і Тоні спізнюються. Пробираючись до доків, Файвел почув звуки скрипки, що йдуть із решітки каналізаційного колектора. Мишеня вирішив, що це грає його батько, тому він стрибає в колектор. Проникнувши туди, Файвел дізнається, що музика походить від гри Воррена і тут виявляється, що він насправді кіт, замаскований у щура, який керує зграєю інших таких же котів-негідників. Коли коти виявляють Файвел, вони хапають його і поміщають у клітку.
Сидячи в клітці, Файвел заводить дружбу з одним котом зі зграї по кличці «Тигр». Той зізнається мишеняти, що він вегетаріанець. Захоплено розмовляючи, друзі знаходять, що між ними багато спільного, аж до звичок. Одним словом, вони — споріднені душі. Після такої розмови кіт Тигр випускає Файвел на свободу. Однак, його втеча викликає тривогу зграї і за Файвел починається гонитва в сторону Нью-йоркської гавані. Прибігши туди, Файвел викриває Воррена і все миші бачать, що він — кіт. Миші відмовляються виконати вимоги Воррена — платити йому гроші за «захист», тоді Воррен запалює сірник і намагається спалити їх живцем. Однак Файвел перехоплює ініціативу в свої лапи і за допомогою інших мишей випускає з будівлі «гігантську мишу з Мінська». Величезний хитрий винахід «плюється» феєрверками і котиться вниз. Перелякані коти біжать вниз в сторону доків і стрибають на пароплав, який відправляється в Гонконг.
У метушні Тоні і Бріджет втрачають Файвел і починають його кликати, кричачи: «Філлі!». Сестра Файвел Таня бачить їх і вважає, що вони шукають Файвел. Тоні підтверджує, що справжнє ім'я Филли — дійсно Файвел. Папа все ще думає, що Файвел мертвий, але Бріджет подає Мамі його картуз. Мама показує картуз чоловікові, підтверджуючи, що Файвел живий. Кот Тигр також знаходиться поруч і чує бесіду мишей.
Незабаром після цього Файвел прокидається на вулиці серед осиротілих мишей, які говорять, що, розшукуючи свою сім'ю, він лише марно витрачає час. Файвел вірить їм і сумно підпорядковується сирітським життя. Наступного ранку родина Файвел і їх нові друзі шукають його разом: миші їдуть на коті Тигрі, а Папа бадьоро грає на скрипці. Файвел чує музику і сім'я Мишкевічей радісно возз'єдналася.

## Ролі
- Філліп Глассер[en] — Файвел Мішкевіч (англ. Fievel Mouskewitz, їд. פייַוועל מאַוסקעוויטש), головний персонаж фільму. Любить швейцарський сир та морозиво. Його ім'я в оригіналі пишеться як: «Fievel» (загальноприйнятий правопис його імені), але вступні титри показують его як: «Feivel», що є більш коректною транслітерацією з їдишу. Однак, багато англомовних поціновувачів фільму прийшли до рішення прийняти правопис як: «Fievel» спеціально для цього випадку; саме цей правопис використовувався на постері фільму, в рекламних матеріалах та в асортименті товарів. Файвел назвали на честь дідуся по материнській лінії Стівена Спілберга — Філіпа Познера, єврейською інтерпретацією імені якого і є «Файвел». Сцена, в якій Файвел сидить навпроти вікна шкільного класу, заповнений мішамі- «американці», засновано на історії, яку Стівен Спілберг чув від свого дідуся, Який одного разу сказавши йому, що в його юності євреї змушені були слухати шкільні уроки лише через відкриті вікна, сидячі зовні на снігу. Прізвище Файвел — свого роду «гра» на єврейсько-російському прізвищу «Москович» (прізвище сім'ї людей, під будинком яких живе сім'я Файвел).
- Емі Грін — Таня Мішкевіч (англ. Tanya Mouskewitz, їд. טאַניאַ מאַוסקעוויטש, спів — «Бетсі Каткарт»), старша сестра Файвел. Оптимістична, весела и слухняна, вона продовжувала вважати, что ее брат був живий после того, як Файвел був змитий з борта нещасливої «Австрії SS» на шляху до Амеріці. Їй дали американське имя «Тіллі» в імміграційному пункті по прибутті у форт Клінтон на острів Елліс.
- Джон Фіннеген — Воррен T. Рет (англ. Warren T. Rat), головний лиходій фільму. Воррен — насправді кіт в одязі щура. Він — лідер котячої банди, яка тероризує мишей Нью-Йорка. Майже весь час ходити в супроводі свого «бухгалтера» — маленького Британського Таргана на ім'я Діджит.
- Неємія Персофф[en] — Папа Мишкевіч (англ. Papa Mouskewitz, їд. פּאַפּע מאַוסקעוויטש), голова сім'ї Мишкевічей, який грає на скрипці і розповідає історії своїм дітям. Вражений горем, вважаючи, що його син загинув, будучи змитим із борта «Австрії SS», він вперто відмовляється шукати Файвел після обґрунтування в Америці.
- Еріка Йон — Мама Мишкевіч (англ. Mama Mouskewitz, їд. מאַמאַ מאַוסקעוויטש), мати Файвел. Вона здається трохи більш суворою, ніж чоловік і має страх перед зміною місця проживання.
- Пет Мюзік — Антоніо «Тоні» Топоні (англ. Tony Toponi, італ. Antonio Toponi), вуличне молоде мишеня сицилійського походження, з жорстким ставленням до несправедливостей, що твориться в Нью-Йорку. Тоні зустрічає Файвел під час їх рабства на підприємстві з «потогінною системою». Він переймається симпатією до Файвел і дає йому ім'я на американський манер: «Філлі». Після того, як вони тікають із підприємства, Тоні стає одним Файвел і провідником по місту.
- Будинок ДеЛуїз — Тигр (англ. Tiger), дуже великий, боягузливий, довгошерстий рудий кіт-вегетаріанець. Як і у Файвел, його улюблена книга — «Брати Карамазови». Улюблена страва — броколі, а також швейцарський сир та морозиво. З м'ясного їсть тільки рибу. Тигр був членом банди Воррена T. Рета до тих пір, поки не зустрів і надав підтримку Файвел, якому допоміг втекти з клітки.
- Крістофер Пламмер — Анрі де Піжон (фр. Henry de Pigeon), голуб французького походження, який живе в Нью-Йорку, неподалік від споруджуваної Статуї Свободи. Він є першим, хто зустрів Файвел після прибуття його в Америку. Анрі дає Файвел кров і каже йому, що він ніколи не повинен здаватися в своєму пошуку його сім'ї (співає пісню «Ніколи не говори ніколи»). Слухаючи пісню Файвел сповнюється думкою будь-що відшукати своїх рідних.
- Катієнн Блоур — Бріджет (англ. Brigget), ірландська мишка-активістка і подруга Тоні Топоні.
- Нейл Росс — Чесний Джон (англ. Honest John), місцевий політичний діяч, який знає кожну мишу-виборця в Нью-Йорку. Він здійснює контроль у справі про ірландську католицької миші Міккі О'Хара, убитої кішками в його штабі. Чесний Джон — п'яниця, який використовує в своїх інтересах кожного виборця, щоб збільшити свій політичний престиж.
- Медлін Кан — Гюсс Маушхаймер (нім. Gussie Mausheimer), миша з Німеччині, яка, як все вважають, була найбагатшою в Нью-Йорку. Вона згуртовує мишей в опорі проти кішок. Та не вимовляє звуки [р] і [л].
- Хел Сміт — Мое, товста щур, управляє підприємством із потогінною системою, куди Файвел був проданий Ворреном T. Ретом.

## Виробництво
У той час як всі персонажі — тварини були намальовані «з голови», людські персонажі були створені, використовуючи техніку ротоскопіювання, в якій послідовності рухів були спочатку створені в живій дії і лише потім перемальована з плівки для мультфільму. Це забезпечує реалістичний вигляд людських персонажів та відрізняє їх від мультиплікаційних образів тварин. Ротоскопіювання часто використовується у фільмах Дона Блута, включаючи мультфільми «Секрет Щурів» і «Анастасія».

### Музика
Музичний супровід для фільму було створено Джеймсом Хорнер. Пісня «Де-небудь там» (англ. Somewhere Out There), написана Хорнер на слова Беррі Манна, виграла премію «Греммі». Одна сцена включає в себе марш композитор а Джона Філіпа Суза «Stars and Stripes Forever». Музика і пісні з мультфільму були випущені на пластинках і аудіокасетах в США і Канаді компанією «MCA Records» у 1986 році, і поширювався в усьому світі. В СРСР, в тому ж році, музика і пісні з мультфільму були випущені на пластинках фірмою «Мелодія» і поширювався на «піратських» аудіокасетах, а з початку 1990-х — на Компакт Диск ах CD і в Росії.

## Випуск

### Кінотеатри
Під час свого виходу на кіноекрани, «Американський Хвіст» став мультфільмом із найвищим отриманим доходом (близько 47 млн дол.) Серед «Не диснеївських» повнометражних фільмів. Це був також один із перших мультфільмів, що перевершив за доходами «Великого мишачого сищика» (також випущеному в 1986 рік ці, але чотирма місяцями раніше) більш ніж на 22 мільйони доларів. Пізніше, в 1988 році у, Дон Блут випустив мультфільм: «Земля до початку часів», який по прибутку незначно виграв у діснеєвського мультфільму «Олівер і компанія». Рекорд був швидко побитий із випуском мультфільму «Русалочка» три роки по тому.

### Домашнє відео
Фільм був випущений на VHS в 1987 році компанією «MCA Home Video» в оригіналі в США і Канаді, і компанією «CIC Video» у Великій Британії та інших англомовних країнах; в інших країнах світу фільм був випущений тією ж компанією в дубляжі на різних мовах, причому в ФРН і НДР — з німецьким дубляжем, в Іспанії та їх колоніях — з іспанської дубльованої версією, окремо випущеної на VHS як «Un cuento americano» («Американська Історія» — гра слів від англійської назви). В СРСР з 1987 року і в Росії в 1990-ті роки мультфільм випущений на VHS в аматорських перекладах Олексія Михальова, Василя Горчакова, Андрія Гаврилова, також в 1990-ті — в перекладі Нікітіна та інших. Тепер картина доступна на DVD.

## Оцінка мультфільму
Фільм мав касовий успіх і це був перший успіх компанії «Universal Pictures» серед її мультфільмів у кінотеатрах. Фільм отримав 47 мільйонів доларів в Сполучених Штатах і 84 мільйони доларів у всьому світі. У даного мультфільму в даний час є оцінка «B» в «Театральній касі Mojo». Незважаючи на роки підтримки високого рейтингу на «гнилими помідорами», він, в кінцевому рахунку, знизився лише нижче лінії 58-відсоткової «гнилої» оцінки, заснованої на двадцяти чотирьох оглядах у вересні 2008 року, проте, мультфільм зберігає рівень рейтингу 83 % на вебсайті «спільнота».